# Сьюард (округ, Небраска)
Округ Сьюард (англ. Seward County) — округ, расположенный в штате Небраска (США) с населением в 16 750 человек по статистическим данным переписи 2010 года. Столица округа находится в одноимённом городе.

## География
По данным Бюро переписи населения США округ Сьюард имеет общую площадь в 1492 квадратных километра, из которых 1489 кв. километров занимает земля и 3 кв. километра — вода. Площадь водных ресурсов округа составляет 0,17 % от всей его площади.

### Соседние округа
- Батлер (Небраска) — север
- Ланкастер (Небраска) — восток
- Йорк (Небраска) — запад
- Полк (Небраска) — северо-запад
- Филмор (Небраска) — юго-запад
- Салин (Небраска) — юг

## Демография
По данным переписи населения 2010 года в округе Сьюард проживало 16 750 человек, 4215 семей, насчитывалось 6013 домашних хозяйств и 6428 жилых домов. Средняя плотность населения составляла 11 человек на один квадратный километр. Расовый состав округа по данным переписи распределился следующим образом: 98,05 % белых, 0,28 % чёрных или афроамериканцев, 0,21 % коренных американцев, 0,29 % азиатов, 0,05 % выходцев с тихоокеанских островов, 0,72 % смешанных рас, 0,40 % — других народностей. Испано- и латиноамериканцы составили 1,09 % от всех жителей округа.
Из 6013 домашних хозяйств в 32,80 % — воспитывали детей в возрасте до 18 лет, 61,50 % представляли собой совместно проживающие супружеские пары, в 5,60 % семей женщины проживали без мужей, 29,90 % не имели семей. 24,90 % от общего числа семей на момент переписи жили самостоятельно, при этом 12,10 % составили одинокие пожилые люди в возрасте 65 лет и старше. Средний размер домашнего хозяйства составил 2,53 человек, а средний размер семьи — 3,04 человек.
Население округа по возрастному диапазону по данным переписи 2010 года распределилось следующим образом: 24,70 % — жители младше 18 лет, 14,30 % — между 18 и 24 годами, 24,60 % — от 25 до 44 лет, 21,20 % — от 45 до 64 лет и 15,20 % — в возрасте 65 лет и старше. Средний возраст жителей округа составил 36 лет. На каждые 100 женщин в округе приходилось 103,20 мужчин, при этом на каждых сто женщин 18 лет и старше приходилось 102,50 мужчин также старше 18 лет.
Средний доход на одно домашнее хозяйство в округе составил 42 700 долларов США, а средний доход на одну семью в округе — 51 813 долларов. При этом мужчины имели средний доход в 32 218 долларов США в год против 22 329 долларов США среднегодового дохода у женщин. Доход на душу населения в округе составил 18 379 долларов США в год. 4,10 % от всего числа семей в округе и 7,00 % от всей численности населения находилось на момент переписи населения за чертой бедности, при этом 6,20 % из них были моложе 18 лет и 6,80 % — в возрасте 65 лет и старше.

## Основные автодороги
- I 80
- US 6
- US 34
- Автомагистраль 15
- Автомагистраль 103

## Населённые пункты

### Города
| - Милфорд | - Сьюард |

### Деревни
| - Бивер-Кроссинг - Би - Кордова | - Гарленд - Гохнер - Плезант-Дейл | - Стейплхерст - Утика |

### Другие поселения
| - Питсберг | - Тамора |